# Baudouin Liwanga
Baudouin Liwanga Mata Nyamunyobo est un grand-amiral de la république démocratique du Congo et gouverneur de la ville-province de Kinshasa du 16 octobre 2006 au 16 mars 2007,.
Il a fait partie du cinquième groupe de l'Académie militaire de Kananga.
Lorsque Joseph Kabila devient président de la république démocratique du Congo en 2001, Liwanga est général et, avec les généraux Kayembe, Olenga, et John Numbi, seconde le chef d’État-major interarmées Marie Sylvestre Lwetcha Bitomwa. Liwanga remplace Lwetcha Bitomwa a ce poste en novembre 2001. Le 19 juillet 2003, après l’Accord global et inclusif de Pretoria, Liwanga conserve son poste par décret au sein des nouvelles Forces armées de la république démocratique du Congo.
Il est nommé gouverneur de Kinshasa le 10 octobre 2006 par le président de la République Joseph Kabila.